# Briefmarken-Jahrgang 1953 der Deutschen Bundespost
Der Briefmarken-Jahrgang 1953 der Deutschen Bundespost umfasste 15 Sondermarken. In diesem Jahr wurden keine Dauermarken herausgegeben. Im November 1953 gab die Deutsche Bundespost den vierten Satz der Serie Helfer der Menschheit heraus.

## Liste der Ausgaben und Motive
Legende
- Bild: Eine bearbeitete Abbildung der genannten Marke. Das Verhältnis der Größe der Briefmarken zueinander ist in diesem Artikel annähernd maßstabsgerecht dargestellt. Sollten keine Marken abgebildet sein, liegt es daran, dass das Urheberrecht des Künstlers noch nicht erloschen ist.
- Beschreibung: Eine Kurzbeschreibung des Motivs und/oder des Ausgabegrundes. Bei ausgegebenen Serien oder Blocks werden die zusammengehörigen Beschreibungen mit einer Markierung versehen eingerückt.
- Wert: Der Frankaturwert der einzelnen Marke in Pfennig. Ein „+“ bedeutet, dass es sich um eine Zuschlagsmarke handelt (= Frankaturwert + Spende).
- Ausgabedatum: Das Datum des erstmaligen Verkaufs dieser Briefmarke.
- Gültig bis: Das Datum, an dem die Gültigkeit endete.
- Auflage: Soweit bekannt, wird hier die zum Verkauf angebotene Anzahl dieser Ausgabe angegeben.
- Entwurf: Soweit bekannt, wird hier angegeben, von wem der Entwurf dieser Marke stammt.
- Mi.-Nr.: Diese Briefmarke wird im Michel-Katalog unter der entsprechenden Nummer gelistet.

| Sondermarken | |                  |                       |                   |             |                   |       |
| Bild         | Beschreibung                                                                                               | Werte in Pfennig | Ausgabe- datum (1953) | gültig bis        | Auflage     | Entwurf           | MiNr. |
|              | Verkehrsunfallverhütung Verkehrszeichen und eine Mutter mit verletztem Jungen                              | 20               | 30. März              | 30. Juni 1954     | 10.000.000  | Weinert           | 162   |
|              | 50 Jahre Deutsches Museum in München Eule auf einem halben Zahnrad, Zuschlagmarke                          | 10+5             | 7. Mai                | 30. Juni 1954     | 1.500.000   | Max Eugen Cordier | 163   |
|              | 125. Geburtstag von Henry Dunant Rotes Kreuz auf Windrose                                                  | 10               | 8. Mai                | 30. Juni 1954     | 5.000.000   | Walter Baum       | 164   |
|              | Deutsche Kriegsgefangene Kriegsgefangener hinter Stacheldraht                                              | 10               | 9. Mai                | 31. Dezember 1954 | 101.200.000 | Karl Hans Walter  | 165   |
|              | 150. Geburtstag von Justus von Liebig Porträt von Justus von Liebig (1803–1873) Chemiker und Naturforscher | 30               | 12. Mai               | 30. Juni 1954     | 5.000.000   | Leon Schnell      | 166   |
|              | Deutsche Verkehrsausstellung München - stilisierte Bahn                                                    | 4                | 20. Juni              | 30. Juni 1954     | 5.000.000   | Max Bittrof       | 167   |
|              | - stilisierte Luftpost                                                                                     | 10               | 20. Juni              | 30. Juni 1954     | 5.000.000   | Max Bittrof       | 168   |
|              | - stilisierte Straße                                                                                       | 20               | 20. Juni              | 30. Juni 1954     | 5.000.000   | Max Bittrof       | 169   |
|              | - stilisierte Wasserstraße                                                                                 | 30               | 20. Juni              | 30. Juni 1954     | 5.000.000   | Max Bittrof       | 170   |
|              | Internationale Briefmarkenausstellung IFRABA, Frankfurt - Portal des Palais Thurn und Taxis, Zuschlagmarke | 10+2             | 29. Juli              | 31. Dezember 1954 | 1.380.000   | Walter Brudi      | 171   |
|              | - Telekommunikationsgebäude in Frankfurt, Zuschlagmarke                                                    | 20+3             | 29. Juli              | 31. Dezember 1954 | 1.380.000   | Walter Brudi      | 172   |
|              | Helfer der Menschheit - August Hermann Francke (1663–1727), Theologe                                       | 4+2              | 2. November           | 31. Dezember 1954 | 2.900.000   | Hermann Zapf      | 173   |
|              | - Sebastian Kneipp (1821–1897), Theologe                                                                   | 10+5             | 2. November           | 31. Dezember 1954 | 4.000.000   | Hermann Zapf      | 174   |
|              | - Johann Christian Senckenberg (1707–1772), Arzt                                                           | 20+10            | 2. November           | 31. Dezember 1954 | 3.150.000   | Hermann Zapf      | 175   |
|              | - Fridtjof Nansen (1861–1930), Polarforscher, Zoologe, Nobelpreis 1922                                     | 30+10            | 2. November           | 31. Dezember 1954 | 1.350.000   | Hermann Zapf      | 176   |